# ZZ de la Balena
ZZ de la Balena (ZZ Ceti) és una nana blanca situada en la constel·lació de la Balena a 103 anys llum de distància del sistema solar.
La lluminositat de ZZ de la Balena amb prou feines suposa el 0,7 % de la lluminositat solar mentre que l'estudi del seu espectre amb models matemàtics correspon a una temperatura efectiva de 11.900 K. La seva massa s'estima en 0,54 masses solars i té un radi aproximadament doble que el radi de la Terra. El seu període de rotació és d'un dia i mig.

## Variabilitat
ZZ de la Balena és una nana blanca polsant de tipus espectral DAV4, prototip de les variables que porten el seu nom, variables ZZ de la Balena. En aquests estels les variacions són degudes a pulsacions no radials, amb períodes de pulsació típics entre 100 i 1200 s. La variabilitat de ZZ de la Balena va ser descoberta en 1970 per B.M. Lasker i J.I. Hesser; al costat de HL Tau 76 i G 44-32 eren les úniques nanes blanques variables llavors conegudes.
L'energia dominant en l'espectre polsàtil de ZZ de la Balena resideix en dos doblets a 213 i 274 s amb un espaiament de 0,5 s (vegeu taula inferior).
| Període (s). | Amplitud (mma)* |
| ------------ | --------------- |
| 213,1326…    | 6,7             |
| 212,7684…    | 4,1             |
| 274,2508…    | 4,1             |
| 274,7745…    | 2,9             |

Una amplitud de mil·limodulació (mma) equival a un canvi de 0,1% en intensitat. Constraining the Evolution of ZZ Ceti
La variació en el temps del període principal de 213,13 s és tan petit, que ZZ de la Balena és un dels rellotges òptics coneguts més estables, comparable als rellotges atòmics i més estable que la majoria dels púlsars.